# Semnul muzicii
Semnul muzicii este un film românesc din 1988 regizat de Luiza Ciolac.